# Episodi di Dixon of Dock Green (dodicesima stagione)
La dodicesima stagione della serie televisiva Dixon of Dock Green è andata in onda nel Regno Unito dal 2 ottobre 1965 al 30 aprile 1966 su BBC One.
| nº | Titolo originale             | Prima TV Uk      |
| -- | ---------------------------- | ---------------- |
| 1  | Unlawful Possession          | 2 ottobre 1965   |
| 2  | Castles in the Air           | 9 ottobre 1965   |
| 3  | Saturday Night               | 16 ottobre 1965  |
| 4  | Detain Martin Spencer        | 23 ottobre 1965  |
| 5  | Act of Violence              | 30 ottobre 1965  |
| 6  | It's My Life                 | 6 novembre 1965  |
| 7  | All Clear                    | 13 novembre 1965 |
| 8  | Assailant Unknown            | 20 novembre 1965 |
| 9  | The Man Who Was Going to Die | 27 novembre 1965 |
| 10 | The Late Customer            | 4 dicembre 1965  |
| 11 | The Intruders                | 11 dicembre 1965 |
| 12 | Witness Summons              | 18 dicembre 1965 |
| 13 | Georgina                     | 25 dicembre 1965 |
| 14 | The Man on the Train         | 1º gennaio 1966  |
| 15 | 'S' for Squealer             | 8 gennaio 1966   |
| 16 | Routine Check                | 15 gennaio 1966  |
| 17 | Bullion                      | 22 gennaio 1966  |
| 18 | Nothing to Say               | 29 gennaio 1966  |
| 19 | The Heister                  | 5 febbraio 1966  |
| 20 | Just to Scare 'Em            | 12 febbraio 1966 |
| 21 | Touch and Go                 | 19 febbraio 1966 |
| 22 | The Pact                     | 26 febbraio 1966 |
| 23 | Face at the Window           | 5 marzo 1966     |
| 24 | You Can't Buy a Miracle      | 12 marzo 1966    |
| 25 | Death of a Donkeyman         | 19 marzo 1966    |
| 26 | When Last Seen               | 26 marzo 1966    |
| 27 | The Complaint                | 2 aprile 1966    |
| 28 | The Samaritan Act            | 9 aprile 1966    |
| 29 | The Fourth Finger            | 16 aprile 1966   |
| 30 | Mr "X"                       | 23 aprile 1966   |
| 31 | Manhunt                      | 30 aprile 1966   |

## Unlawful Possession
- Prima televisiva: 2 ottobre 1965
- Diretto da: David Askey
- Scritto da: Eric Paice

### Trama
- Guest star:

## Castles in the Air
- Prima televisiva: 9 ottobre 1965
- Diretto da: Vere Lorrimer
- Scritto da: Gerald Kelsey

### Trama
- Guest star: Peter Purves (Brian), George A. Cooper (Jackson), Colin Douglas (Mr. Stevens), Helen Fraser (Gwen), John Dawson (Mr. Ford)

## Saturday Night
- Prima televisiva: 16 ottobre 1965
- Diretto da: David Askey
- Scritto da: N. J. Crisp

### Trama
- Guest star:

## Detain Martin Spencer
- Prima televisiva: 23 ottobre 1965
- Scritto da: David Ellis

### Trama
- Guest star:

## Act of Violence
- Prima televisiva: 30 ottobre 1965
- Scritto da: N. J. Crisp

### Trama
- Guest star: Desmond Cullum-Jones (Landlord), Godfrey James (Foreman), Robin Wentworth (Mr. Egan), Lennard Pearce (Mr. Kemp), Neil McCarthy (Frankie Clark)

## It's My Life
- Prima televisiva: 6 novembre 1965
- Diretto da: Vere Lorrimer
- Scritto da: N. J. Crisp

### Trama
- Guest star:

## All Clear
- Prima televisiva: 13 novembre 1965
- Diretto da: David Askey
- Scritto da: Gerald Kelsey

### Trama
- Guest star:

## Assailant Unknown
- Prima televisiva: 20 novembre 1965
- Diretto da: Vere Lorrimer
- Scritto da: David Ellis

### Trama
- Guest star:

## The Man Who Was Going to Die
- Prima televisiva: 27 novembre 1965
- Diretto da: David Askey
- Scritto da: N. J. Crisp

### Trama
- Guest star:

## The Late Customer
- Prima televisiva: 4 dicembre 1965
- Scritto da: Gerald Kelsey

### Trama
- Guest star: Peter Thomas (Hickman), Peter Sanders (Foreman), Anthony Colby (Sims), Hugh Morton (Prison Governor), Reg Lye (Jigger Lees), Reg Lever (Grove), Michael Goldie (Mr. Peters), Michael Craze (Hyett)

## The Intruders
- Prima televisiva: 11 dicembre 1965
- Diretto da: Vere Lorrimer
- Scritto da: David Ellis

### Trama
- Guest star: Duncan Lamont (sergente Cooper), Hilda Barry (Sarah Rogers), Eric Thompson (Danny Rogers), Sheila Fearn (Pat Rogers), Peter Ducrow (Maynard)

## Witness Summons
- Prima televisiva: 18 dicembre 1965
- Diretto da: David Askey
- Scritto da: N. J. Crisp

### Trama
- Guest star:

## Georgina
- Prima televisiva: 25 dicembre 1965
- Diretto da: Vere Lorrimer
- Scritto da: Eric Paice

### Trama
- Guest star:

## The Man on the Train
- Prima televisiva: 1º gennaio 1966
- Diretto da: David Askey
- Scritto da: N. J. Crisp

### Trama
- Guest star:

## 'S' for Squealer
- Prima televisiva: 8 gennaio 1966
- Scritto da: David Ellis

### Trama
- Guest star:

## Routine Check
- Prima televisiva: 15 gennaio 1966
- Diretto da: David Askey
- Scritto da: N. J. Crisp

### Trama
- Guest star: Anton Diffring (Charles Mason), Geoffrey Keen (detective Supt. Harvey), Patrick Mower (Clifford Abel), Colin Rix (1st Cabbie), Michael Sheard (2nd Cabbie)

## Bullion
- Prima televisiva: 22 gennaio 1966
- Diretto da: Vere Lorrimer
- Scritto da: Eric Paice

### Trama
- Guest star: George Selway (Brewster), Alec Ross (Edwards), Geoffrey Keen (detective Supt. Harvey)

## Nothing to Say
- Prima televisiva: 29 gennaio 1966
- Scritto da: David Ellis

### Trama
- Guest star:

## The Heister
- Prima televisiva: 5 febbraio 1966
- Diretto da: David Askey
- Scritto da: N. J. Crisp

### Trama
- Guest star:

## Just to Scare 'Em
- Prima televisiva: 12 febbraio 1966
- Diretto da: Vere Lorrimer
- Scritto da: Gerald Kelsey

### Trama
- Guest star: Geoffrey Keen (detective Supt. Harvey), Richard Shaw (Ted Benson), Conrad Monk (Fred Wood), Patrick Godfrey (dottor Hobbs), Patrick McAlinney (Happy Day)

## Touch and Go
- Prima televisiva: 19 febbraio 1966
- Diretto da: Vere Lorrimer
- Scritto da: Gerald Kelsey

### Trama
- Guest star: Richard Shaw (Ted Benson), Patrick Godfrey (dottor Hobbs), Geoffrey Keen (detective Supt. Harvey)

## The Pact
- Prima televisiva: 26 febbraio 1966
- Diretto da: David Askey
- Scritto da: Eric Paice

### Trama
- Guest star:

## Face at the Window
- Prima televisiva: 5 marzo 1966
- Scritto da: Gerald Kelsey

### Trama
- Guest star:

## You Can't Buy a Miracle
- Prima televisiva: 12 marzo 1966
- Diretto da: David Askey
- Scritto da: David Ellis

### Trama
- Guest star: Patrick Godfrey (dottor Walsh), Michael Sheard (1st Patrol Officer), Vernon Dobtcheff (Counsel for Defence), John Garvin (Court Chairman), Christine Finn (Sheila Lane), Martin Boddey (Mark Taylor), Harry Towb (Reg Bishop), John Bennett (Victor Lane), Godfrey James (sergente Dodds), Peter Welch (sergente Kelly)

## Death of a Donkeyman
- Prima televisiva: 19 marzo 1966
- Diretto da: Vere Lorrimer
- Scritto da: N. J. Crisp

### Trama
- Guest star: Arthur Cox (Hall), Jack Woolgar (Knocker White), Patrick O'Connell (Nobby Clark), Ewen Solon (capitano Lewis), Dennis Cleary (Monk), Paul Sarony (Soapy Soper)

## When Last Seen
- Prima televisiva: 26 marzo 1966

### Trama
- Guest star:

## The Complaint
- Prima televisiva: 2 aprile 1966
- Diretto da: David Askey

### Trama
- Guest star:

## The Samaritan Act
- Prima televisiva: 9 aprile 1966
- Diretto da: Vere Lorrimer
- Scritto da: Eric Paice

### Trama
- Guest star: Ann Lynn (Barbara Morley), John Garvin (Solicitor), Conrad Monk (Client)

## The Fourth Finger
- Prima televisiva: 16 aprile 1966
- Scritto da: David Ellis

### Trama
- Guest star:

## Mr "X"
- Prima televisiva: 23 aprile 1966
- Diretto da: Vere Lorrimer
- Scritto da: N. J. Crisp

### Trama
- Guest star:

## Manhunt
- Prima televisiva: 30 aprile 1966
- Diretto da: David Askey
- Scritto da: N. J. Crisp

### Trama
- Guest star: Robert Arnold (agente Swain), Nicholas Donnelly (agente Wills), Desmond Cullum-Jones (negoziante), Leslie Bates (Ticket clerk), Louis Haslar (Man in station), Ronald Bridges (agente Bryant), Peter Thornton (agente Burton), Madge Brindley (Neighbour), Denise Brown (Brenda Pritchard), Patricia Read (Mrs. Pritchard), Norman Jones (Lucas), John Ringham (dottor Page), Duncan Lamont (sergente Cooper), Jean Trend (Gwen Bellamy), George Sewell (Bellamy)